# Lista de unidades de saúde de São José (Santa Catarina)
Esta é uma lista de unidades de saúde da cidade de São José, incluindo hospitais, policlínicas e unidades básicas de saúde.

## Hospitais

### Hospital Regional de São José
Localizado na Praia Comprida, é o maior hospital da cidade e da Grande Florianópolis e um dos maiores de Santa Catarina, sendo referência estadual e recebendo pacientes de todo o estado. É administrado pela Secretaria de Estado da Saúde de Santa Catarina.

### Hospital Unimed
Construído próximo a Via Expressa, o Fórum e o Shopping Itaguaçu, o Hospital é a maior unidade da Unimed na Grande Florianópolis. Foi parte de um conjunto de investimentos que desencadeou uma crise financeira na cooperativa, levando a possibilidade de venda da unidade. Atualmente é gerido em conjunto pela Unimed e pela Sociedade Beneficente Israelita Brasileira Albert Einstein.

## Unidades especializadas

### Instituto de Psiquiatria de Santa Catarina (IPq)
Localizado na Colônia Santana, é referência em assistência psiquiátrica em Santa Catarina e funciona sob administração da Secretaria de Estado da Saúde. Foi inaugurado em 1941. No passado, era um sanatório chamado Hospital Colônia Sant’Ana, cujas atividades foram encerradas em 1996 acompanhando as atualizações no estudo da saúde mental. Em seu lugar surge o Instituto de Psiquiatria, com 160 leitos, e o Centro de Convivência Santana, para os pacientes remanescentes do antigo hospital.

### Instituto São José (ISJ)
Unidade de saúde particular localizada no Centro Histórico, com uma área de 17 mil m², voltada a casos de transtornos psíquicos e de dependência química e comportamental. Foi inaugurado em 1968.

### Instituto de Cardiologia de Santa Catarina (ICSC)
Administrado pela Secretaria de Estado da Saúde de Santa Catarina, foi inaugurado em 1963 e é especializado em alta e média complexidade cardiovascular. Atualmente funciona no mesmo prédio que o Hospital Regional de São José, na Praia Comprida. O ICSC deve ganhar uma sede própria a ser construída nos próximos anos atrás do Hospital Regional.

### Centro de Estimulação e Reabilitação em Transtorno do Espectro Autista (CERTEA)
Unidade pública aberta em 2023 com uma equipe multiprofissional especializada para o cuidado de crianças de até seis anos com o transtorno do espectro autista ou casos suspeitos. Fica na Praia Comprida, no mesmo local onde também funciona o Setor de Educação Especial de São José.

## Policlínicas e Unidades de Pronto Atendimento (UPA)

### Policlínica de Campinas
A primeira policlínica de São José. Foi inaugurada em 2001 e fica no bairro Campinas.

### Policlínica de Barreiros
A segunda policlínica josefense foi inaugurada em 2014, no bairro Barreiros, em frente a Praça Antônio Schroeder.

### Policlínica e UPA de Forquilhinhas
Última policlínica construída em São José, foi inaugurada em 2017 após anos de problemas e atrasos na obra. É a única que conta com Unidade de Pronto Atendimento 24 horas, administrado por uma organização social.

## Unidades Básicas de Saúde
Em São José existem 26 unidades básicas de saúde (UBS) nos bairros, também chamadas de centros ou postos de saúde, para os atendimentos iniciais. Atendem das 7h às 17h, exceto as UBS Bela Vista, Forquilhinha e Serraria, que atendem por duas horas a mais, e a UBS Campinas, que atende por cinco horas a mais.
| - UBS Areias - UBS Barreiros - UBS Bela Vista - UBS Ceniro Martins - UBS Campinas - UBS Colônia Santana - UBS Fazenda Santo Antônio - UBS Forquilhas - UBS Forquilhinha | - UBS Goiabal - UBS Ipiranga - UBS Luar - UBS Morar Bem - UBS Picadas do Sul - UBS Potecas - UBS Procasa (Santos Dumont) - UBS Real Parque - UBS Roçado | - UBS Santos Saraiva - UBS São Luiz - UBS Serraria - UBS Sede - UBS Sertão do Maruim - UBS Vila Formosa - UBS Vista Bela - UBS Zanellato |